# 四會站 (羅先市)
四會站（韓語：사회역）是朝鮮民主主義人民共和國羅先特別市先鋒區域四會里的一個鐵路車站，属于咸北线。

## 邻近车站
咸北线
青鶴站 - 四會站 - 洪儀站